# 濟良斯科耶區

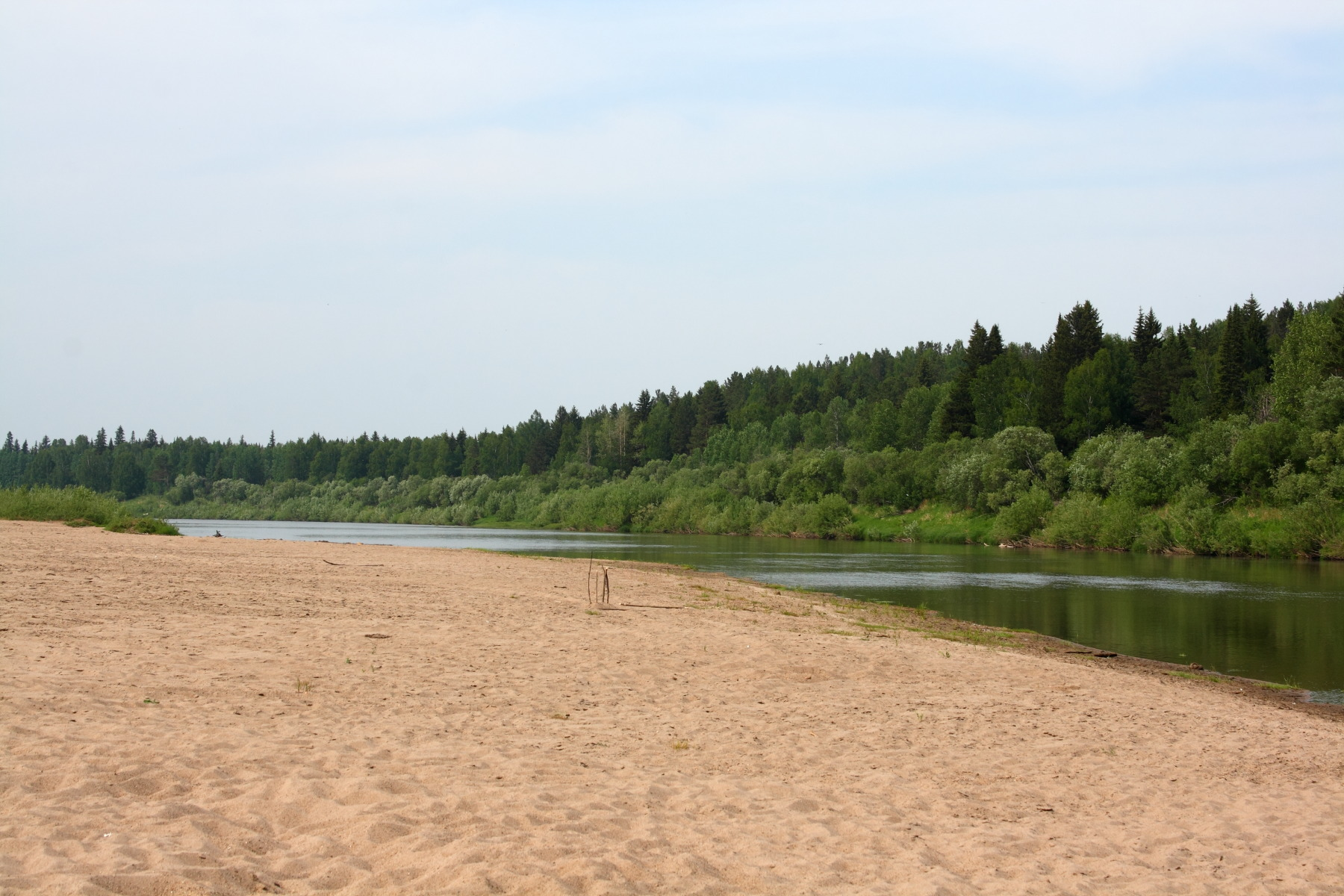

56°50′N 86°37′E / 56.833°N 86.617°E
濟良斯科耶區（俄语：Зырянский район），是俄羅斯的一個區，位於該國中南部，由托木斯克州負責管轄，面積3,966平方公里，2010年該區人口13,179，人口密度每平方公里3.32人。